# Quint Fabi Màxim Emilià
Quint Fabi Màxim Emilià (en llatí Quintus Fabius Q. F. Q. N. Maximus Emilianus) va ser un magistrat romà. Era fill de Luci Emili Paul·le Macedònic i va ser adoptat per Quint Fabi Màxim Verrugòs, i passà per aquesta adopció, a la gens Fàbia.
El 168 aC va servir amb el seu pare biològic, Luci Emili Paul·le, a la Tercera Guerra Macedònica. Emili Paul·le el va enviar a Roma amb la notícia de la victòria a Pidna. Era pretor a Sicília els anys 149 aC i 148 aC. Va ser elegit cònsol el 145 aC juntament amb Luci Hostili Mancí. Va rebre la província d'Hispània on va lluitar contra Viriat a la Guerra lusitana, al que va derrotar però no va poder capturar.
Fabi Màxim va ser deixeble i patró de l'historiador Polibi, que va enregistrar alguns trets interessants i honorables de la seva conducta filial i fraterna, i de l'afecte que el seu germà petit, Escipió Emilià, li va tenir.